# Bull Run (hrabstwo Prince William)
Bull Run – jednostka osadnicza w Stanach Zjednoczonych, w stanie Wirginia, w hrabstwie Prince William.